# Jacksonville Jaguars 2006
La stagione 2006 dei Jacksonville Jaguars è stata la 12ª della franchigia nella National Football League, la quarta con come capo-allenatore Jack Del Rio. La squadra veniva da un record di 12-4 e scese a 8-8, mancando i playoff.

## Scelte nel Draft 2006
| Giro | Scelta | Totale | Nome               | Ruolo         | College        |
| ---- | ------ | ------ | ------------------ | ------------- | -------------- |
| 1    | 28     | 28     | Marcedes Lewis     | Tight End     | UCLA           |
| 2    | 28     | 60     | Maurice Jones-Drew | Running back  | UCLA           |
| 3    | 16     | 80     | Clint Ingram       | Linebacker    | Oklahoma       |
| 5    | 28     | 160    | Brent Hawkins      | Defensive End | Illinois State |
| 7    | 5      | 213    | James Wyche        | Defensive End | Syracuse       |
| 7    | 28     | 236    | Dee Webb           | Cornerback    | Florida        |

## Calendario

### Stagione regolare
- 1 V Dallas Cowboys 24-17
- 2 V Pittsburgh Steelers 9-0
- 3 S @ Indianapolis Colts 14-21

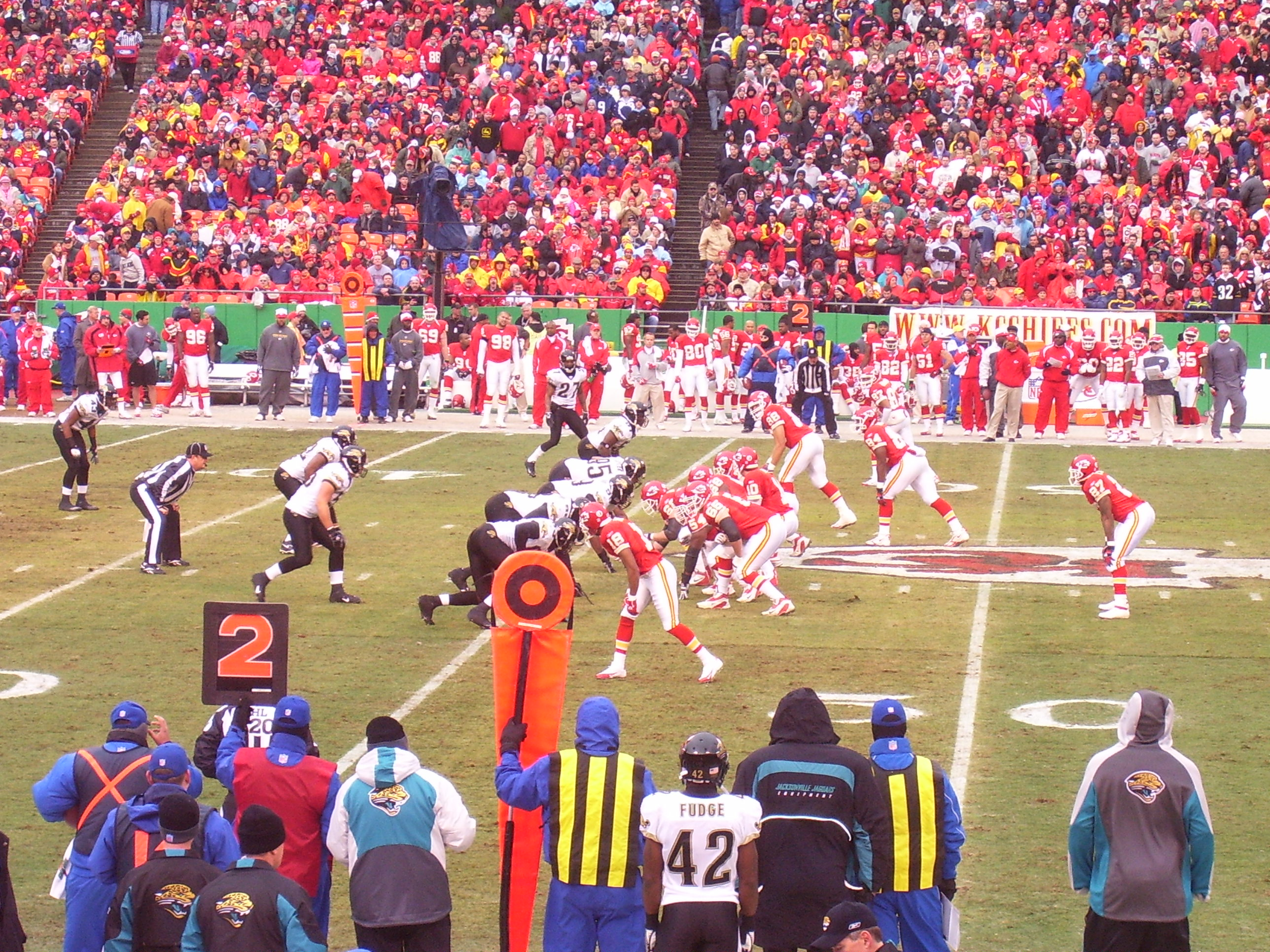
La gara della settimana 17 contro i Chiefs.

- 4 S @ Washington Redskins 30-36 (DTS)
- 5 V New York Jets 41-0
- 6 pausa
- 7 S @ Houston Texans 7-27
- 8 V @ Philadelphia Eagles 13-6
- 9 V Tennessee Titans 37-7
- 10 S Houston Texans 10-13
- 11 V New York Giants 26-10
- 12 S @ Buffalo Bills 24-27
- 13 V Miami Dolphins 24-10
- 14 V Indianapolis Colts 44-17
- 15 S @ Tennessee Titans 17-24
- 16 S New England Patriots 21-24
- 17 S @ Kansas City Chiefs 30-35